# سیکلید تگزاسی
سیکلید تگزاسی (Herichthys cyanoguttatus، در گذشته با نام Cichlasoma cyanoguttatum) ماهی آب شیرین از سیکلیدماهیان است. این تنها گونه سیچلاید است که بومی ایالات متحده است. خاستگاه این ماهی که به سیکلید ریو گرانده نیز معروف است، از زهکشی پایین ریو گرانده در تگزاس در نزدیکی براونسویل و شمال شرقی مکزیک سرچشمه می‌گیرد.
سیکلید تگزاسی می‌تواند به بیش از ۳۳ سانتیمتر رسیده و با ویژگی‌های متمایز و نیازهای خاص زیستگاه متمایز می‌شوند. این سیچلاید به خاطر خامه و نقاط فیروزه‌ای آن مشهور است. نرهای بالغ نیز یک قوز نوکال روی سر خود ایجاد می‌کنند. این سیکلید در آب با دمای بین ۲۰ الی ۲۸ درجه سانتیگراد بهترین عملکرد رشد و زندگی را دارد و تحت تأثیر تغییرات سریع دما قرار می‌گیرند.
سیکلید تگزاس ماهی بسیار زیبایی است که به آب کثیف حاوی مواد زائد حساس است. جثه پهنی داشته و تا ۱۵ سال عمر می‌کند، دمای ۲۰ تا ۲۵ سانتیگراد بسیار مناسب این ماهی می‌باشد. در طبیعت به طول ۳۰ سانتیمتر می‌رسد ولی در آکواریوم معمولاً تا ۱۵ سانتیمتر رشد طولی دارند. تمامی بدن خاکستری سبزش با خالهای براق آبی سبزی پوشیده شده‌است. ماده‌ها معمولاً از نرها کوچکترند. همه چیز خوار است، غذاهای حبه‌ای، بعضی از غذاهای پولکی و کرمهاو غذاهای زنده یا یخ زده را می‌پذیرد. در کل نسبت به غذا سخت گیر نیست.
جانور خشن و گازگیری است. والدین از تخم و نوزادان خود مراقبت شدید می‌کنند ولی در اثر تشویش و نگرانی ممکن است مبادرت به خوردن تخمها یا حتی نوزادان تولد یافته خود بنمایند.

## طبقه‌بندی
سیچلاید تگزاس در اصل زیرشاخه ای از جنس Cichlasoma بود تا اینکه در نهایت این گروه به گونه‌های سیچلاید آمریکای جنوبی محدود شد. ماهی سیچلاید فعلی بخشی از گونه Herichthys است که به عنوان سیچلاید تعریف می‌شود "دارای الگوی رنگی از میله‌های عمودی کوتاه و لکه‌های سیاه در قسمت عقب از وسط پهلو، و یک الگوی رنگ منحصر به فرد است که در آن نیمه پشتی کل سر و ناحیه قدامی قدامی برعکس مناطق مجاور سیاه یا خاکستری تیره رنگ مایل به خاکستری کم رنگ می‌یابد یا کل بدن رنگ پریده می‌شود. "

## جفت‌گیری و عادات والدین

### جفت‌های جفت‌گیری
سیکلید به دلیل رفتارهای باروری پیچیده با دوره مراقبت طولانی مدت والدین شناخته شده‌است. عادات جفت‌گیری سیکلید با ماهیت تک‌همسری این ماهی ارتباط دارد. جفت‌های رقابتی همیشه شامل یک نر بزرگتر و یک ماده کوچکتر است. این جفت‌ها مسافت‌های زیادی را بین ماه‌های مارس و اوت طی می‌کنند تا جفت‌گیری کرده و به‌طور تهاجمی از مکان‌های جفت‌گیری، لانه و قلمرو خود در برابر سایر جفت‌های سیکلید دفاع می‌کنند.

### مکان‌های تخم‌ریزی
پیش از تخم‌ریزی، مکانی که عموماً از سنگ‌های زیر آب تا عمق کمتر از ۳۰ سانتیمتر تشکیل شده‌است، توسط هر دو والد انتخاب شده و با کشیدن بدنشان سطح آن را تمیز می‌کنند. به نظر می‌رسد هیچ سیکلیدی جداگانه قلمرو خود را پیش از جفت‌گیری حفظ نمی‌کند. پس از انتخاب و تمیز کردن منطقه لانه، شروع به تخم‌ریزی می‌کنند.

### مرحله تخم ریزی
ماده‌ها هر بار بین ۱ تا ۵ تخم آزاد می‌کنند. سپس نرها به سمت تخمک‌ها رفته و مایع منی را روی تخمک می‌ریزند. این روند تا زمانی که حدود ۲۰۰۰ تخم توزیع شده‌است، تکرار می‌شود. در مرحله تخمک گذاری، هر دو والدین وظایف خود را به‌طور متناوب انجام می‌کنند، اگرچه نرها زمان بیشتری را به گشت زنی در قلمرو خود اختصاص می‌دهند و ماده‌ها زمان بیشتری را برای مراقبت از فرزندان با هوا دهی کردن تخم‌ها صرف می‌کنند. در فواصل معین، سیچلاید ماده از هوادهی تخم‌ها دست می‌کشد و شروع به تکان دادن آنها می‌کند. سپس تخم‌های باز شده با کیسه‌های زرده به مکانی چاله مانند منتقل می‌شوند. پس از یک هفته کیسه زرده جذب بدن بچه ماهی می‌شود و آزادانه شروع به شنا می‌کنند.

### بعد از باز شدن تخم‌ها
بچه ماهی‌ها گروه کوچکی را تشکیل می‌دهند که به آرامی در اطراف قلمرو حرکت می‌کنند و والدین در وسط مستقر هستند. هر دو والدین از این قلمرو کوچک در برابر مزاحمان دفاع می‌کنند. در تمام مراحل، ماده بیشتر و سریعتر از نر مزاحمان را تعقیب و دور می‌کند. بسیار نادر است که هر دو والدین سیچلاید یا بچه‌های خود را ترک کرده یا در کنار آنها بمانند. به‌طور معمول، نقش‌ها رد و بدل می‌شود، اما این تبادل در مرحله کمتر تکرار می‌شود، زیرا هر دو والدین تمایل دارند با بچه‌ها بمانند.

## رژیم غذایی
سیچلاید گرین تگزاس دارای یک رژیم غذایی همه چیز خوار است که از مواد گیاهی یا ریزگردها تشکیل شده‌است، اغلب از گیاهان، حشرات و ماهیهای کوچکتر و همچنین تخم ماهی تغذیه می‌کند. سیچلاید، در شرایط خاصی تبدیل به «گوشت خواری فرصت طلب» می‌شود که از مهره داران کوچک و بی مهرگان، از جمله قورباغه‌های کوچک و مارهای آبی تغذیه می‌کند. سیچلاید یک «شکارچی حسابگر» است و با توجه به استتار پوست آن می‌تواند به طعمه به قدر کافی نزدیک شود.

## به عنوان یک ماهی مهاجم
سیکلید تگزاسی دارای ویژگی‌های متعددی است که به موفقیت آن به عنوان یک گونه مهاجم کمک می‌کند. سیکلید در شرایطر تغییرهای پرانرژی و آلودگی آب در کانال‌ها و زه کشی‌های محل زندگیش و خروجی آنها قرار نمی‌گیرد. این سیکلیدها همچنین تحمل بسیار بالایی در برابر آب شور و شوری زیاد دارند که به‌طور معمول به عنوان مانعی برای ورود ماهیان مهاجم به منطقه آنها عمل می‌کنند. سیکلیدها می‌توانند با رژیم غذایی متنوع خود، شبکه غذایی محل زندگی خود را را مختل کنند، که بسته به نوع ماهی در اطراف آن تغییر می‌کند. آنها چه قلمرو داشته باشند چه نداشته باشند، در هر صورت ماهیهایی تهاجمی و تجاوزگر هستند. این تجاوز و روحیه تهاجمی می‌تواند از رشد و تکثیر گونه‌های بومی جلوگیری کند و اثرات آن می‌تواند گسترده باشد. سیچلاید ماهی‌های دیگر مجبور به فرار به مناطق باز مجبور می‌کند، که این امر باعث کاهش تعداد جمعیت گونه‌های دیگر از طریق شکار می‌شود. سیچلاید تگزاسی یک گونه پیشگام است که راه را برای حمله ماهیان دیگر هموار می‌کند، این اتفاق در Six Mile Creek، فلوریدا و در بالای رودخانه سان آنتونیو رخ داده‌است تا به امروز اثرات واقعی سیچلاید تگزاسی بر محیط زیست ناشناخته مانده‌است.

### فلوریدا
در فلوریدا، موفقیت ماهی‌ها محدود به کانال‌های مصنوعی بوده‌است. هنوز مشخص نشده‌است که این ماهی ابتداً چگونه وارد فلوریدا شد، اما اعتقاد بر این است که این ماهی در فلوریدا از Texas stocks در سال ۱۹۴۱ توسط یک فرد خصوصی آورده شده‌است. نظریه‌های دیگر این است که این ماهی بر اثر آبگرفتگی مزارع پرورش ماهی در اثر بارندگی‌های شدید و طوفان به کانال‌های زه کشی و رودخانه‌ها و برکه‌ها این ماهی فرار کرده‌است.

### لوئیزیانا
در لوئیزیانا، ماهی به آرامی آبهای نیواورلئان را دربر گرفته‌است. این ماهی دارای تحمل شوری بالایی است (تا 8ppt)، اما به احتمال زیاد این امر ناشی از آمیزش این ماهی و Herichthys carpintis است، که آن را به مهاجمی ایده‌آل برای شرایط آب شور جنوب لوئیزیانا تبدیل کرده‌است. اعتقاد بر این است که این ماهی در سال ۱۹۸۹ از طریق چندین آکواریوم در منطقه مرکزی جفرسون در منطقه نیواورلئان وارد شده‌است. از آنجا که ماهی یک چرخه جفت‌گیری کوتاه دارد، طولی نکشید که ماهی از طریق کانال کانال به دریاچه Pontchartrain راه پیدا کرد. ایستگاه‌های پمپاژ و دریاچه Pontchartrain به گسترش ماهی در کانال‌های دیگر کمک کردند.
سیکلید تگزاسی حداقل ۲۰ سال است که در زیستگاه‌های طبیعی و تخریب شده منطقه بزرگ نیواورلئانز وجود دارد. اولین باری که سیچلاید در نیواورلئان ثبت شد، یک سیچلاید صید شده در ۱۷ ژوئن ۱۹۹۶ بود. در ماه مه ۱۹۹۸، ۲۳ عدد از این ماهی‌ها در کانال جفرسون پریش صید شدند. بین سالهای ۲۰۰۶ تا ۲۰۰۷، تعداد سیچلایدها در مکانهایی مانند Pontchartrain Lagoon , Bayou Metairie و Marconi Lagoon به میزان قابل توجهی افزایش یافت.
تأثیر این ماهیان مهاجم، در این منطقه تا کنون نامشخص است، اما مطالعات زیادی انجام شده‌است تا مشخص شود دقیقاً چه اتفاقی می‌افتد. برخی از این مطالعات نشان داده‌است که این سیچلاید تا Bayou St. John و City Park گسترش یافته‌است. این سیچلاید به شدت با ماهی‌های بومی لارگموث باس، پشه ماهی غربی، مولی بادبان و خرچنگ آبی بحالت تهاجمی رفتار می‌کند. این پرخاشگری می‌تواند به شکل ضربات دم و گاز گرفتگی با دهان رخ دهد. همچنین به نظر می‌رسد که این ماهی باعث نارسایی زایشی Sheepshead minnow می‌شود. سیچلاید به دلیل تحمل زیاد آن شوری آب تا حد زیادی تحت تأثیر حوادث غیرطبیعی مانند طوفان‌های کاترینا و ریتا قرار نگرفت. در حقیقت، این طوفان‌ها به این ماهی‌ها کمک کردند تا خلیج نیواورلئان را کاملاً تصرف کنند. هنگامی که پارک در مدت طوفان کاترینا دچار آبگرفتگی، به گسترش سیچلاید کمک کرد.

## به عنوان صید ورزشی و غذای ماهی
سیکلیدهای تگزاسی عمداً و به‌طور تصادفی در مناطق نیمه گرمسیری جنوب ایالات متحده از تگزاس تا فلوریدا وارد طبیعت شده‌اند و اغلب هنگام صید ماهی‌های خورشیدی و دیگر ماهیان ورزشی به‌طور تصادفی صید می‌شوند. اکثر ماهیگیران خارج از تگزاس جنوبی و مرکزی این ماهی‌ها را نمی‌شناسند و پس از صید آنها را رها می‌کنند، با این حال این ماهی‌ها مهاجم محسوب می‌شوند و در صورت صید خارج از محدوده طبیعی آنها باید از بین بروند. آنها مرتباً در جنوب تگزاس صید می‌شوند و آنها به عنوان "ریو گراند سیچلید" شناخته می‌شوند. در شمال مکزیک به عنوان "Mojarra de Norte" شناخته می‌شوند. در دریاچه گوئررو نیز گونه ای شناخته شده‌است، سیچلاید تگزاس توسط مردم محلی بهترین ماهی در دریاچه شناخته می‌شود. طعم آنها شبیه تیلاپیاهای پرورشی که گونه ای سیچلاید آفریقایی بوده و از خویشاوندان نزدیک آنهاست، می‌باشد. ماهی با قلاب‌های کوچک (شماره ۴ تا ۸) صید می‌شود، جیرجیرک‌های زنده طعمه ای عالی برای آنهاست، با این حال به طعمه‌های زیادی حمله می‌کنند. آنها مانند ماهی خورشیدی bluegill می‌جنگند، دایره‌های تنگ ایجاد می‌کنند و سپس در یک حرکت گسترده حرکت می‌کنند. اندازه متوسط ماهیان بالغ در طبیعت ۵–۶ اینچ و ۱ پوند است، در حالی که ۲ پوند غیر معمول نیست.

## به عنوان ماهی آکواریوم
سیکلید تگزاسی در تجارت آکواریوم جای خود را یافته‌است و از دهه ۱۹۸۰ به دلیل علائم آبی رنگ و سبز رنگش، در بین علاقه مندان به سیچلاید نسبتاً محبوب شد.
«سیکلید سبز تگزاس» که معمولاً در فروشگاه‌های حیوانات خانگی مشاهده می‌شود و گونه دیگری است(Herichthys carpintis) و دامنه پراکندگی آن به تگزاس نمی‌رسد، نام رایج از شباهت فیزیکی به سیچلاید تگزاس گرفته شده‌است. سیچلاید «تگزاس قرمز» یک سیچلاید تگزاس (Herichthys cyanoguttatus) نیست بلکه ترکیبی بین ژنی از والدین سیچلاید تگزاسی و سیچلاید آمفیلوفوس (Amphilophus) است.